# Golfe de Salerne
Pour les articles homonymes, voir Salerne (homonymie).

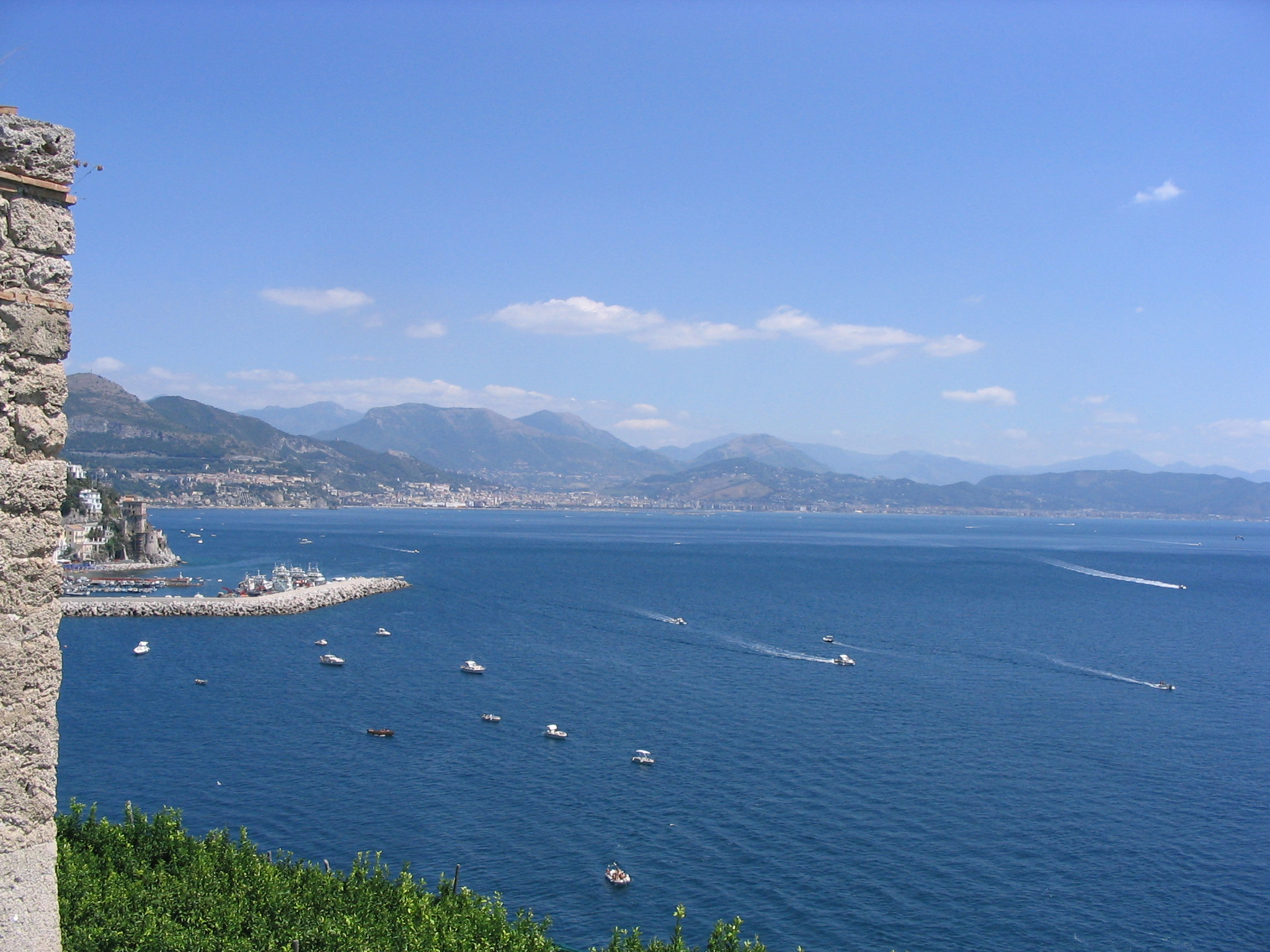
Le golfe de Salerne vu depuis la côte amalfitaine

Le golfe de Salerne (en italien : Golfo di Salerno), ou baie de Salerne, est une partie de la mer Tyrrhénienne, sur la côte sud-ouest de l'Italie. Il baigne la province de Salerne.

## Géographie
Le golfe de Salerne n'est pas vraiment un golfe mais plutôt une baie. Sa côte principale n'est en effet que peu incurvée, ce qui ne permet pas à la mer de pénétrer dans les terres, comme l'indique la définition du golfe.
Il est bordé au nord par la côte amalfitaine, qui se termine à Punta Campanella, à l'est par la Piana del Sele et au sud par la côte du Cilento, dont la limite est la Punta Licosa. La distance qui sépare la Punta Licosa de la Punta Campanella est d'environ 61 km. La surface de la mer, délimitée par la ligne imaginaire qui relie Punta Licosa à Punta Campanella et par la côte est d'environ 2 450 km2.
La péninsule de Sorrente sépare le golfe de Salerne de la baie de Naples. Dans le nord, la côte du golfe, également appelée la Divina Costiera en raison de sa beauté, est accidentée par les versants rocheux des monts Lattari qui tombent dans la mer. À l'est, cependant, le littoral de la plaine du Sele (ou plaine de Paestum) est basse et sableuse et en partie couverte par des forêts de pins.

## Arts
En 1881, le peintre Auguste Renoir, alors en voyage en Italie, exécuta une peinture qu'il intitula Baie de Salerne. Cette œuvre est aujourd'hui exposée au musée d'art moderne André-Malraux, situé au Havre, en Seine-Maritime.